# Appellation régionale (Bourgogne)

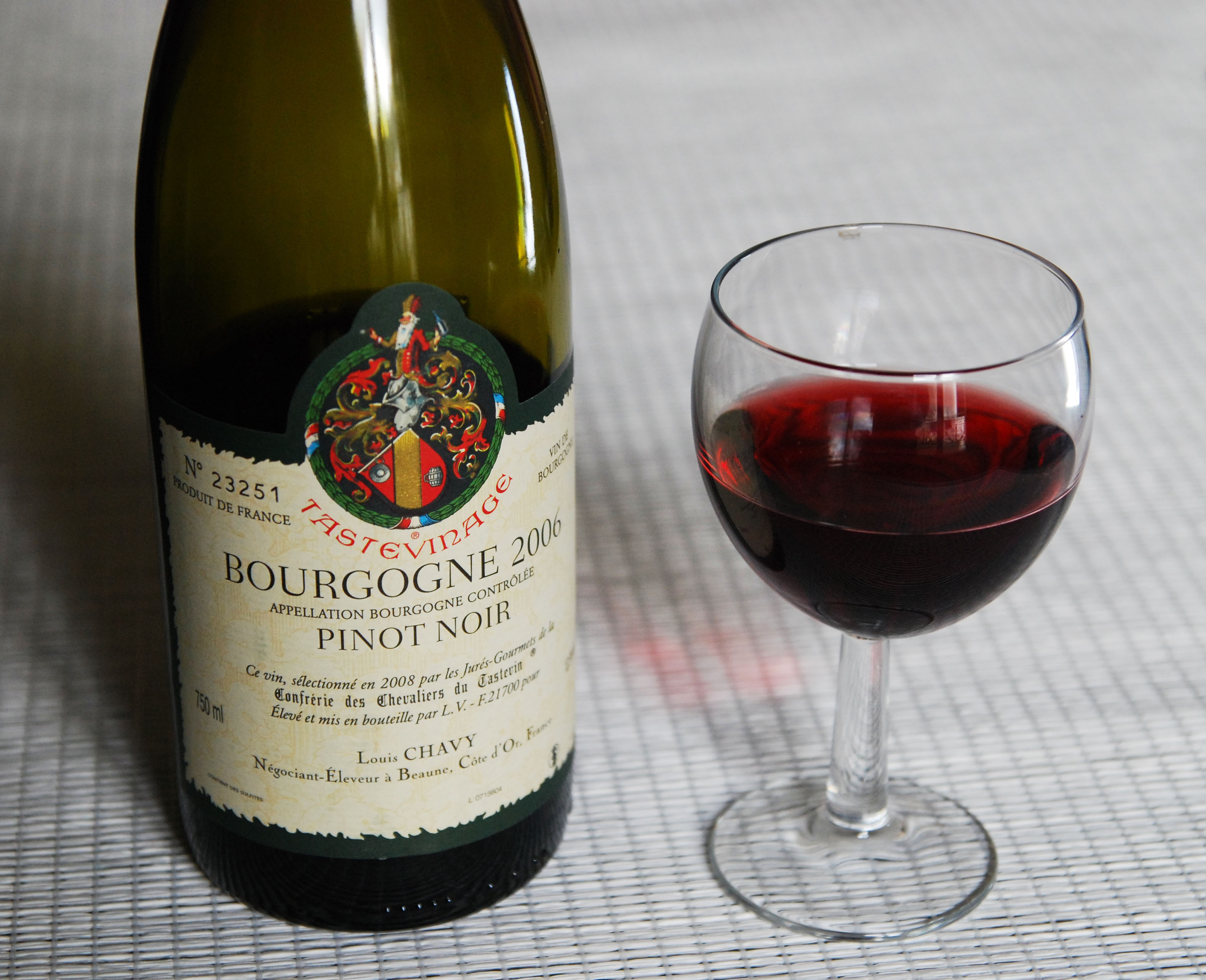
Une bouteille de bourgogne rouge.

Une appellation régionale désigne dans le vignoble de Bourgogne un vin d'appellation d'origine contrôlée dont l'aire de production regroupe tous les villages viticoles des départements de l'Yonne (55 communes), de la Côte-d'Or (91 communes), de Saône-et-Loire (154 communes) et du Rhône (85 communes) ; on peut réunir à ces vins ceux dont l'aire d'appellation couvre une seule sous-région. Cette catégorie est en quatrième et dernière position de la classification des quatre catégories bourguignonnes suivantes :
- appellations grands crus ;
- dénominations premiers crus ;
- appellations communales ;
- appellations régionales.

## Les catégories d'AOC en Bourgogne
Les vins de Bourgogne se regroupent en quatre grandes catégories :
- les appellations régionales, soit plus de la moitié de la production, provenant de l'ensemble du vignoble de Bourgogne ou d'une de ses sous-régions ; il y a sept AOC régionales (bourgogne[2], bourgogne-passe-tout-grains, etc.), auxquels on peut rajouter les quatorze dénominations géographiques de l'appellation bourgogne (bourgogne hautes-côtes-de-nuits, bourgogne tonnerre, etc.) et les 27 de l'appellation mâcon (mâcon Igé, mâcon Azé, etc.) ;
- les appellations communales, soit un tiers de la production environ ; il y a 45 AOC communales, également appelées « appellations villages » (chablis, pommard, nuits-saint-georges, givry, etc.), en y comptant les deux AOC sous-régionales (côte-de-beaune-villages et mâcon) ;
- les dénominations premiers crus, soit 10 % de la production ; il s'agit de dénominations au sein des appellations communales ; le nom de cette AOC doit être suivie du nom d'un climat classé en premier cru ; il y a 562 climats en premier cru (saint-aubin premier cru « Murger des dents de chien », santenay premier cru « la Comme », chablis premier cru « Fourchaume », etc.) ;
- les appellations grands crus, soit 1,5 à 2 % de la production ; il y a 33 AOC grands crus, dont trente-deux en Côte-d'Or (bienvenues-bâtard-montrachet, corton-charlemagne, bonnes-mares, romanée-conti, etc.) et une dans l'Yonne (les sept climats de chablis grand cru).

Si ces appellations et dénominations sont définies dans les différents cahiers des charges de l'INAO publiés par le ministère de l'Agriculture et homologués par des décrets, les notions d'« appellation régionale », « sous-régionale » et « communale », ainsi que la liste des vins entrant dans ces catégories ne sont pas officielles. Elles sont plutôt affaires de tradition éditoriale parmi les guides des vins, repris ensuite sur les sites spécialisés.

## Liste des appellations régionales de Bourgogne
- bourgogne ;
- bourgogne aligoté ;
- bourgogne-mousseux ;
- coteaux-bourguignons (ex « bourgogne-ordinaire » et « bourgogne-grand-ordinaire ») ;
- bourgogne-passe-tout-grains ;
- crémant de Bourgogne ;
- mâcon.

## Liste des appellations sous-régionales
Plusieurs guides des vins et sites classent les deux appellations ci-dessous parmi les appellations communales.
- côte-de-beaune-villages ;
- mâcon + nom de la commune (27 dénominations géographiques).

## Liste des dénominations de l'AOC bourgogne
- bourgogne chitry ;
- bourgogne côte-chalonnaise ;
- bourgogne-côtes-d'auxerre ;
- bourgogne côte-d'or ;
- bourgogne côte saint-jacques ;
- bourgogne-côtes-du-couchois ;
- bourgogne coulanges-la-vineuse ;
- bourgogne épineuil ;
- bourgogne hautes-côtes-de-beaune ;
- bourgogne hautes-côtes-de-nuits ;
- bourgogne-la-chapelle-notre-dame ;
- bourgogne le chapitre ;
- bourgogne montrecul ;
- bourgogne tonnerre.